# J0917+46
J0917+46 es el nombre abreviado de SDSS J091709.55+463821.8, sistema estelar situado en el límite entre las constelaciones de Lince y Osa Mayor. Se encuentra a unos 7400 años luz de distancia del sistema solar.
La componente visible del sistema es una enana blanca cuya masa, de 0,17 masas solares, es la más baja conocida para una enana blanca, aproximadamente 1/3 de la masa habitual para este tipo de estrellas.
A pesar de ello, es muy grande en términos de tamaño físico, con un diámetro equivalente al 8% del diámetro solar, unas nueve veces más grande que una enana blanca típica.
Ninguna estrella es suficientemente antigua para convertirse, por sí misma, en una enana blanca tan poco masiva; por lo tanto desde un principio se predijo la existencia de una compañera no visible responsable de la pérdida de masa estelar. La búsqueda subsecuente mediante velocidades radiales, confirmó la predicción. Al no ser visible la compañera se descartó que ésta fuera una estrella de la secuencia principal; la compañera invisible probablemente es otra enana blanca, que ha aspirado una gran parte del material de la estrella visible.
Cuando se formó el sistema binario, éste estaba compuesto por una estrella de unas dos masas solares y otra estrella algo menos masiva que el Sol. La estrella más masiva fue la primera en evolucionar, dando lugar a una enana blanca de aproximadamente 0,5 masas solares. Diez mil millones años más tarde, su acompañante se transformó a su vez en otra enana blanca. En cada paso, las capas externas de la estrella en evolución envolvieron a la compañera, causando una fricción que acercó las dos estrellas entre sí. Ahora completan una órbita cada 7,6 horas a una distancia de sólo 0,007 UA. En un futuro ambas estrellas se fusionarán, si bien esto no ocurrirá antes de 10 000 millones de años.